# 藤原克巳
藤原 克巳（ふじわら かつみ、1953年1月8日 - ）は、日本の日本中古文学研究者、武蔵野大学文学部日本文学文化学科特任教授。東京大学名誉教授。紫式部学会会長。博士（文学）（東京大学、2001年）（学位論文「菅原道真と平安朝漢文学」）論文執筆等では「克己」を用いる。

## 略歴
- 広島県出身[1]
- 1976年3月　東京大学文学部卒業（国文学専修課程）
- 1980年3月　東京大学大学院人文科学研究科国語国文学専門課程博士課程中退
- 1980年4月　岡山大学教養部専任講師
- 1984年4月　岡山大学教養部助教授
- 1989年4月　神戸大学文学部助教授
- 1998年4月　東京大学大学院人文社会系研究科助教授
- 2004年4月　東京大学大学院人文社会系研究科教授。2018年定年退任、名誉教授。
- 2018年4月   武蔵野大学文学部日本文学文化学科特任教授

## 受賞歴
- 1988年「平安朝の漢文学」ほかの業績により日本古典文学会賞受賞

## 著書
- 『菅原道真と平安朝漢文学』東京大学出版会 2001
- 『菅原道真 詩人の運命』ウェッジ 2002

### 共編著
- 『日本の古典 古代編』鈴木日出男,多田一臣共著 放送大学教育振興会 2005
- 『源氏物語 におう、よそおう、いのる』三田村雅子,日向一雅,佐々木和歌子共著 ウェッジ 2008
- 『源氏物語の透明さと不透明さ 場面・和歌・語り・時間の分析を通して 2008年パリ・シンポジウム』寺田澄江,高田祐彦共編 青簡舎 2009